# Ngò ôm
Ngò ôm hay ngò om (danh pháp hai phần: Limnophila aromatica) là một loại rau thơm mọc ở vùng nhiệt đới thuộc họ Mã đề. Các tỉnh miền Nam gọi là rau om hay rau ôm. Tại các tỉnh miền Trung, rau này còn được gọi là ngổ hương. Các tên gọi khác ngổ thơm, ngổ om, mò om hoặc ngổ điếc.

## Đặc điểm
Ngò ôm là cây thân thảo, mọc bò, thân rỗng, giòn, dài 20 – 30 cm, có nhiều lông, mùi rất thơm; lá mặt nhẵn, mọc đối, không cuống, hơi ôm thân. Thân cây ngổ màu trắng khi non hoặc nơi ẩm nhiều; thân màu hơi tím khi già hoặc sống ở nơi khô cằn. Thân cây có thể mọc rễ nếu bò tiếp đất và tạo thành đốt. Phần lá gần thân nhỏ lại, mép lá có răng cưa nhỏ và thưa. Hoa gần như không cuống mọc đơn độc ở nách lá, cánh hoa có màu tím. Quả nang nhẵn, có bướu và nếp nhăn dọc theo quả, ngắn hơn lá đài. Hạt nhẵn hình trụ có màu đen nhạt, có vân mạng.

## Phân bố
Ngò ôm mọc nhiều nhất trong vùng Đông Nam Á, nơi chúng phát triển dễ dàng trong môi trường nóng và nhiều nước, như trong ruộng lúa. Chúng mọc nổi trên mặt nước nhưng cũng có thể trồng trên cạn nếu tưới nhiều nước; khi đó rau mọc thành bụi. Rau này được sử dụng nhiều trong ẩm thực Việt Nam và cũng có thể dùng như một cây cảnh trong hồ cá cảnh hoặc bể thủy sinh. Rau này du nhập Bắc Mỹ giữa thập niên 1970 do người Việt vượt biên sang tỵ nạn và định cư sau chiến tranh Việt Nam.
Ngò ôm từng được phân loại vào họ Huyền sâm (hay họ Hoa mõm sói) - Scrophulariaceae.
Ngò ôm dễ bị lẫn với ngổ trâu (Enhydra fluctuansLour.) mà miền Nam gọi là ngổ cộng thuộc họ Cúc (Compositae), là loại cây sống nổi hay ngập nước..

## Thành phần
Các nghiên cứu cho thấy thành phần hoá học của ngò ôm khá đa dạng. Chúng có 93% nước, 2,1% protein, 1,2% glucide, 2,1% cellulose, vitamin B, C và nhiều chất có ích khác.

## Sử dụng trong ẩm thực
Ngò ôm có một hương vị na ná chanh và thì là. Trong ẩm thực Việt Nam, rau này được sử dụng thường xuyên nhất để nấu canh chua kiểu miền Nam, đôi khi dùng kèm với phở Sài Gòn hoặc để ướp thịt, nấu lẩu. Ở miền Bắc, ngò ôm và rau răm là hai loài rau gia vị không thể thiếu cho món chân giò giả cầy.

### Lưu ý
Thân ngò ôm có nhiều lông và thường mọc ở ao hồ bị nhiễm bẩn nên rất khó rửa sạch để diệt hết vi khuẩn. Vì vậy ăn rau trồng ở vùng nước dơ là một trong những nguyên nhân dẫn đến ngộ độc thực phẩm và rối loạn tiêu hóa.

## Y học cổ truyền
Trong y học cổ truyền, ngò ôm được dùng để
- Cầm máu trong các bệnh thổ huyết, băng huyết.
- Chữa sỏi thận: tăng lọc cầu ở thận, tăng lượng nước tiểu làm cho viên sỏi bị đẩy ra ngoài khiến bệnh nhân có thể tiểu ra những viên sỏi nhỏ. Có tác dụng lợi tiểu
- Chữa những cơn đau thắt bụng: làm giãn cơ, chống co thắt giải thích thuốc làm mất cơn đau bụng, giãn mạch.
- Một số nghiên cứu dược học tại Việt Nam cho thấy ngò ôm có độc tính không đáng kể và độ sử dụng an toàn khá cao.

### Cách dùng
Ngò ôm thể dùng tươi: lấy 12 - 20g rửa sạch, đem sắc với nước, uống trong ngày. Nếu muốn cầm máu vết thương, bạn chỉ cần lấy cây ngò ôm tươi rửa sạch, giã nát, đắp vào vết thương và cố định lại bằng gạc vô trùng. Ngoài ra có thể dùng để phơi sấy khô làm thuốc.